# Alexander Macklin

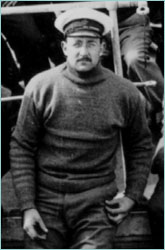
Alexander Macklin

Alexander Macklin (Brits-Indië, 1889 - Aberdeen, 21 maart 1967) was een Brits dokter en poolonderzoeker.

## Biografie
Macklin werd geboren in Brits-Indië waar zijn vader arts was. Hij studeerde geneeskunde aan de Universiteit van Manchester. Kort nadat hij zijn studies had beëindigd, solliciteerde hij bij Ernest Shackleton voor scheepsarts op de Endurance-expeditie (1914-1917). Deze expeditie strandde op Elephanteiland, waar ze vier maanden later gered werden. Hij was samen met James Archibald McIlroy een van de twee dokters op de expeditie. Samen met McIlroy amputeerde hij op het eiland de tenen van Perce Blackborow, die aan gangreen leed. Na deze expeditie ontving hij als onderscheiding de Polar Medal.
Op het einde van de Eerste Wereldoorlog werkte Macklin in Frankrijk, Italië en Rusland. Hij ontving de Military Cross voor het verzorgen van gewonden in Italië tijdens bombardementen. Voor zijn inzet in Rusland ontving hij een onderscheiding in de Orde van het Britse Rijk.
In 1921 ging hij opnieuw naar Antarctica met Ernest Shackleton tijdens de Shackleton-Rowett-expeditie. Macklin onderzocht Shackleton nog bij het begin van de expeditie in Rio de Janeiro omdat Shackleton een hartkwaal had, maar Shackleton volgde de raad van Macklin niet op om het rustiger aan te doen. Hij trof Shackleton stervende aan op 4 januari 1922 op Zuid-Georgia, waar Shackleton een dag later overleed.
Tussen 1926 en 1947 was Macklin arts in zijn praktijk te Dundee. Tijdens de Tweede Wereldoorlog werkte hij in Afrika. In 1948 verliet hij het leger. Hij was opgeklommen tot de rang van kolonel. Tot 1960 werkte hij in ziekenhuizen in Aberdeen. In deze stad overleed hij in 1967 op 77- of 78-jarige leeftijd.